# Aleksandar Todorov
Aleksandar Todorov, en macédonien : Александар Тодоров, né le 17 juillet 1973 à Skopje en Macédoine, est un entraîneur de basket-ball macédonien.

## Titres
- Coupe de Macédoine de basket-ball : 2 (2001, 2012)
- Ligue internationale de basket-ball des Balkans : 1 (2009)
- Championnat de Macédoine de basket-ball : 1 (2012)